# Гензебе Дібаба
Гензебе Дібаба (афаан оромо: Ganzabee Dibaabaa; нар. 8 лютого 1991) — ефіопська легкоатлетка, спеціаліст із бігу на середні та довгі дистанції, чемпіонка світу, володарка численних світових рекордів.
Гензебе рідна сестра Тірунеш Дібаби та Еджегаєгу Дібаби, двоюрідна сестра Дерарту Тулу.
Нагороджена Laureus World Sports Awards як найкраща спортсменка 2015 року.

## Особисті рекорди
|             | Дистанція   | Час      | Дата           | Місце               | Примітки            |
| ----------- | ----------- | -------- | -------------- | ------------------- | ------------------- |
| На стадіоні | 1500 м      | 3:50.07  | 17 липень 2015 | Монако              |                     |
| На стадіоні | 3000 м      | 8:26.21  | 9 травня 2014  | Доха, Катар         |                     |
| На стадіоні | 5000 м      | 14:15.41 | 4 липня 2015   | Париж, Франція      |                     |
| В залі      | 1500 м      | 3:55.17  | 1 лютого 2014  | Карлсруе, Німеччина | рекорд світу        |
| В залі      | 3000 метрів | 8:16.60  | 6 лютого 2014  | Стокгольм, Швеція   | рекорд світу        |
| В залі      | миля        | 4:13.31  | 17 лютого 2016 | Стокгольм, Швеція   | рекорд світу        |
| В залі      | дві милі    | 9:00.48  | 15 лютого 2014 | Бірмінгем, Англія   | найкращий результат |
| В залі      | 5000 м      | 14:18.86 | 19 лютого 2015 | Стокгольм, Швеція   | рекорд світу        |

- All information taken from IAAF profile.